# 松平乗秩
松平 乗秩（まつだいら のりつね）は、江戸時代後期の大名。三河国西尾藩第5代（最後）の藩主。大給松平家宗家15代。官位は従五位下・主水正、和泉守。

## 生涯
天保10年（1839年）5月13日、3代藩主・松平乗寛の四男として誕生した。父は乗秩が生まれた年に死去し、兄の乗全が跡を継いでいたが、文久2年（1862年）11月23日に乗全は幕府から隠居を命じられたため、兄の養子として家督を継いだ。
元治元年（1864年）に奏者番に任じられる。慶応2年（1866年）には寺社奉行に任じられ、直後の第二次長州征討にも幕府軍の一員として参加し、14代将軍・徳川家茂の死去により出兵が中止になると、大坂の警護を務めた。慶応4年（1868年）の戊辰戦争では、譜代大名の名門であったために佐幕派と尊王派が争った末に新政府側に与し、2月には上洛して京都警護を務めた。
明治2年（1869年）6月19日、版籍奉還により西尾藩知事に任じられ、明治4年（1871年）7月14日の廃藩置県で免官された。明治6年（1873年）6月3日に死去した。享年35。

## 系譜
父母
- 松平乗寛（実父）
- 仙松院、伊東氏 ー 側室（実母）
- 松平乗全（養父）

正室
- キン、玉泉院 ー 戸田氏正の娘

子女
- 水野忠宝正室

養子
- 松平乗承 ー 松平乗全の五男